# 10477 Lacumparsita
10477 Lacumparsita è un asteroide della fascia principale. Scoperto nel 1981, presenta un'orbita caratterizzata da un semiasse maggiore pari a 2,3339299 UA e da un'eccentricità di 0,1339233, inclinata di 8,14837° rispetto all'eclittica.